# 세타 표현
수학에서, 세타 표현(θ表現, 영어: theta representation)은 하이젠베르크 군의, 정칙 함수의 공간 위의 특별한 표현이다. 이 표현에서, 정수 계수 하이젠베르크 군의 작용의 고정점은 야코비 세타 함수이다.:5–11, §Ⅰ.3

## 정의
임의의 양의 실수 {\displaystyle t\in \mathbb {R} ^{+}}에 대하여, 복소평면 위에, 다음과 같은 측도를 정의하자.
{\displaystyle \mathrm {d} ^{2}\mu _{t}(z)=\exp \left(-2\pi t^{-1}(\operatorname {Im} z)^{2}\right)\,\mathrm {d} ^{2}z}
이 측도에 대하여, 다음과 같은 내적을 정의할 수 있다.
{\displaystyle \langle f|g\rangle =\int _{\mathbb {C} }\mathrm {d} ^{2}\mu (z)\,{\bar {f}}({\bar {z}})g(z)}
이 내적에 대한 노름이 유한한 정칙 함수들의 복소수 힐베르트 공간을 {\displaystyle {\mathcal {H}}_{t}}라고 하자.
이제, 임의의 {\displaystyle \tau \in \mathbb {H} =\mathbb {R} ^{+}+\mathrm {i} \mathbb {R} }에 대하여, {\displaystyle {\mathcal {H}}_{\operatorname {Im} \tau }} 위에 다음과 같은 연산자들을 정의하자.:6
{\displaystyle (S_{a}f)(z)=f(z+a)=\exp(a\partial )f(z)}
{\displaystyle (T_{a}f)(z)=\exp(\mathrm {i} \pi a^{2}\tau +2\pi \mathrm {i} bz)f(z+b\tau )=\exp(\mathrm {i} \pi b^{2}\tau +2\pi \mathrm {i} bz)S_{b\tau }f=\exp(2\pi \mathrm {i} bz+b\tau \partial )f}
{\displaystyle (C_{a})f(z)=\exp(2\pi \mathrm {i} a)f(z)}
이들은 다음과 같은 교환 관계를 갖는다.
{\displaystyle S_{a}S_{b}=S_{a+b}}
{\displaystyle T_{a}T_{b}=T_{a+b}}
{\displaystyle S_{a}T_{b}=C_{ab}T_{b}S_{a}}
물론, {\displaystyle C}는 {\displaystyle S} 및 {\displaystyle T}와 교환한다. 특히, 만약 {\displaystyle a,b\in \mathbb {Z} }일 때 {\displaystyle S_{a}T_{b}=T_{b}S_{a}}가 된다.
이에 따라, 집합
{\displaystyle G_{\tau }=\{S_{a}T_{b}C_{c}\colon a,b,c\in \mathbb {R} \}}
는 군을 이룬다.
{\displaystyle S_{a}T_{b}C_{c}S_{a'}T_{b'}C_{c'}=S_{a+a'}T_{b+b'}C_{a'b+c+c'}}
이 군은 {\displaystyle \mathbb {S} ^{1}\times \mathbb {R} \times \mathbb {R} }와 미분 동형이며, 그 범피복군은 하이젠베르크 군 {\displaystyle \operatorname {Heis} (3;\mathbb {R} )}이다. 즉, 이는 {\displaystyle {\mathcal {H}}_{\operatorname {Im} \tau }} 위의, 하이젠베르크 군의 표현을 정의한다. 이를 세타 표현이라고 한다.

## 성질
임의의 {\displaystyle \tau \in \mathbb {R} +\mathrm {i} \mathbb {R} ^{+}}의 값에 대하여, 세타 표현은 하이젠베르크 군의 기약 표현이며, 항상 바일 표현과 유니터리 동치이다.
{\displaystyle G_{\tau }}는 다음과 같은 부분군을 갖는다.
{\displaystyle \Gamma _{\tau }=\{S_{a}T_{b}\colon a,b\in \mathbb {Z} \}\leq G_{\tau }}
이는 물론 {\displaystyle S_{1}}과 {\displaystyle T_{1}}으로 생성되는 2차 자유 아벨 군이다.
{\displaystyle \Gamma _{\tau }\cong \mathbb {Z} \oplus \mathbb {Z} }
이는 다음과 같은 가환 그림을 갖는다.
{\displaystyle {\begin{matrix}\Gamma _{\tau }&\to &G_{\tau }\\\downarrow &&\downarrow \\\operatorname {Heis} (3;\mathbb {Z} )&\to &\operatorname {Heis} (3;\mathbb {R} )\end{matrix}}}
{\displaystyle \Gamma _{\tau }}의 작용의 고정점은 1차원 복소수 벡터 공간이며, 그 기저는 야코비 세타 함수
{\displaystyle \vartheta (z;\tau )}
이다.

## 역사
데이비드 멈퍼드가 1983년에 도입하였다.:5–11, §Ⅰ.3

## 같이 보기
- 하디 공간